# غويلرمو سانغوينيتي
غويلرمو سانغوينيتي (بالإسبانية: Guillermo Sanguinetti)‏ هو لاعب كرة قدم ومدرب كرة قدم أوروغواياني في مركز الدفاع، ولد في 21 يونيو 1966 في مونتيفيديو في الأوروغواي. شارك مع منتخب الأوروغواي لكرة القدم. أما مع النوادي، فقد لعب مع جيمناسيا لابلاتا وسنترال إسبانيول ومونتيفيديو واندررز ونادي إيفرتون ونادي راسينغ مونتيفيديو ونادي لاتسيو وناسيونال مونتيفيديو.

## وصلات خارجية
- غويلرمو سانغوينيتي على موقع الاتحاد الدولي (مؤرشف)  (الإنجليزية)
- غويلرمو سانغوينيتي على موقع قاعدة بيانات كرة القدم.إي يو (الإنجليزية)
- غويلرمو سانغوينيتي على موقع ناشيونال فوتبول تيمز (الإنجليزية)
- غويلرمو سانغوينيتي على موقع Soccerway.com (الإنجليزية)
- غويلرمو سانغوينيتي على موقع عالم كرة القدم.نت (الإنجليزية)